# De kapers van Alcibiades
De kapers van Alcibiades is een Belgische stripreeks die begonnen is in oktober 2004 met Denis-Pierre Filippi als schrijver en Eric Liberge als tekenaar.

## Albums
Alle albums zijn geschreven door Denis-Pierre Filippi, getekend door Eric Liberge en uitgegeven door Dupuis.
1. Geheime elite
2. De rivaal
3. De Fransman
4. Geheim project
5. Alétheia